# Kanin Point
Kanin Point är en udde i Sydgeorgien och Sydsandwichöarna (Storbritannien). Den ligger i den nordvästra delen av Sydgeorgien och Sydsandwichöarna.
Terrängen inåt land är kuperad. Havet är nära Kanin Point åt nordost.  Trakten runt Kanin Point består i huvudsak av gräsmarker.